# (8189) Naruke
(8189) Naruke est un astéroïde de la ceinture principale.

## Description
(8189) Naruke est un astéroïde de la ceinture principale. Il fut découvert le 30 décembre 1992 à Okutama par Tsutomu Hioki et Shuji Hayakawa. Il présente une orbite caractérisée par un demi-grand axe de 3,14 UA, une excentricité de 0,16 et une inclinaison de 1,8° par rapport à l'écliptique.

## Compléments